# Nienburg (Saale)
Nienburg (Saale) è una città di 5 966 abitanti del land della Sassonia-Anhalt, in Germania.
Appartiene circondario (Landkreis) del Salzland.